# Olivier Gouez
Olivier Gouez est un joueur français de basket-ball né le 24 juin 1984 à Saint-Renan (Finistère). Il mesure 2,20 m et joue au poste de pivot.

## Biographie
Il commence le basket à l'âge de 13 ans à l'Amicale sportive du Guelmeur qu'il quitte deux ans plus tard.
En 2000, il intègre l'INSEP.
Le 29 juin 2014, il rejoint l'Union Basket Chartres Métropole.
Le 7 juillet 2016, il rejoint le Vendée Challans Basket.

## Statistiques en carrière
| Saison    | Club                     | Min./match | Points | % aux tirs | Rebonds | Passes | Contres | Interceptions |
| 2005-2006 | AS Golbey-Epinal (Pro B) | 21,1       | 8,2    | 62 %       | 4,9     | 0,6    | 0,7     | 0,5           |
| 2006-2007 | CSP Limoges (Pro B)      | 14,3       | 5,1    | 50 %       | 4,4     | 0,5    | 1,0     | 0,3           |
| 2007-2008 | CSP Limoges (Pro B)      | 12,7       | 4,4    | 48 %       | 3,3     | 0,2    | 0,7     | 0,3           |
| 2008-2009 | Lille MBC (Nationale 1)  | 24,1       | 11,5   | 64 %       | 7,3     | 0,9    | 1,6     | 0,5           |

## Vie privée
Le 18 juin 2016, il se marie avec Meg et participe à l'émission de télé-réalité Quatre mariages pour une lune de miel, diffusée le jeudi 20 octobre 2016 sur TF1, mais il ne remporte pas la lune de miel. Leur divorce sera prononcé en 2021.

## Palmarès

### En club
- Champion de France NM1 en 2013 avec Orchies.

### En sélection nationale
- 7e du championnat d'Europe des 18 ans et moins en 2002